# Kaili Vernoff
Kaili Vernoff (Los Angeles, 13 januari 1974) is een Amerikaanse actrice. Vernoff is het meest bekend door haar rol in het computerspel Red Dead Redemption 2 uit 2018, waar ze de motion capture van het personage Susan Grimshaw verzorgde. Ze is ook bekend door haar samenwerkingen met Woody Allen.

## Biografie
Kaili Vernoff werd in 1974 geboren in Los Angeles en woonde als kind in veel steden, waaronder Park City en Troy. Ze studeerde aan de Universiteit van Boston. Na het afstuderen verhuisde ze naar New York, waar ze sindsdien woont en werkt.

## Filmografie

### Films
| Jaar | Titel                          | Rol    |
| ---- | ------------------------------ | ------ |
| 1998 | No Looking Back                | Alice  |
| 1998 | Celebrity                      | N/A    |
| 1999 | Sweet and Lowdown              | Gracie |
| 2001 | The Curse of the Jade Scorpion | Rosie  |
| 2001 | World Traveler                 | Andrea |
| 2017 | Thoroughbreds                  | Karen  |
| 2020 | Materna                        | Kaili  |

### Series
| Jaar | Titel                             | Rol                    |
| ---- | --------------------------------- | ---------------------- |
| 1996 | The High Life                     | Flannery               |
| 2004 | The Wrong Coast                   | Meerdere Rollen        |
| 2011 | Law & Order: Criminal Intent      | Attorney Pamela Albert |
| 2014 | The Mysteries of Laura            | Jenny                  |
| 2015 | The Affair                        | Joan                   |
| 2016 | Crisis in Six Scenes              | Jane                   |
| 2016 | The Path                          | Kerry Ridge            |
| 2017 | Grey's Anatomy                    | Naomi                  |
| 2018 | House of Cards                    | Alicia Heyman          |
| 2019 | The Enemy Within                  | Helen                  |
| 2020 | Law & Order: Special Victims Unit | Attorney Turner        |

### Computerspellen
| Jaar | Titel                 | Rol            |
| ---- | --------------------- | -------------- |
| 2013 | Grand Theft Auto V    | Miranda Cowan  |
| 2018 | Red Dead Redemption 2 | Susan Grimshaw |